# Stevelen

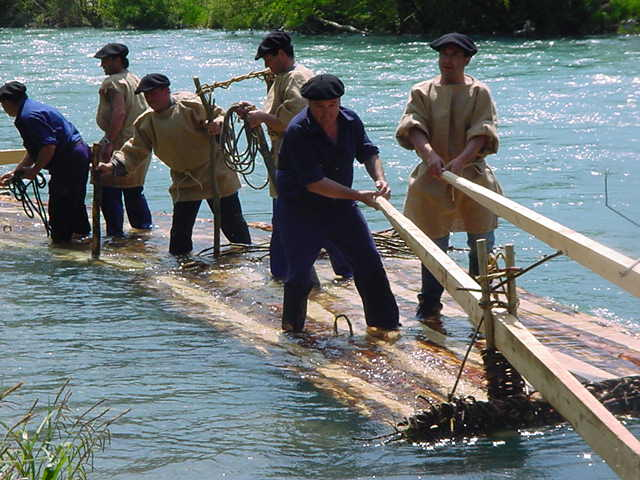
Stevelen op een vlot

Stevelen is een oude door schippers gebruikte techniek om met een schip zonder zeilen of andere eigen aandrijving een stromende rivier af te varen. Er wordt daarbij van de zwaartekracht gebruik gemaakt. Het is een milieuvriendelijke manier van varen omdat deze techniek weinig energie vraagt.
Het stevelen is al zo oud als de rivier. Vlotten en zeilschepen met tegenwind hebben altijd al gesteveld op de rivieren de Waal of de Maas. De techniek past door het drukke scheepvaartverkeer niet meer in deze tijd en is daarom verboden. In de wet vindt men dat terug via een verbod op het zich te laten drijven. Voor die formulering is bewust gekozen omdat het begrip "stevelen" buiten de schipperswereld nauwelijks bekend is.
Een stromende rivier is in feite een hellend vlak, waarbij het water iets wordt afgeremd door een oneffen bodem en kribben. Door de massa van het schip daalt het iets sneller dan het water, krijgt het snelheid ten opzichte van dat water en blijft daardoor met een groot roer bestuurbaar. Met wat geduld werd een aardige snelheid bereikt, ongeveer twee keer de stroomsnelheid van het water. Van Andernach naar Nederland met een Dortmunder (67 x 8,20 m, 934 ton) en een Rijn-Hernekanaalschip van (80 x 9,50 m, 1350 ton) werden zo snelheden van 12 tot 14 kilometer per uur gehaald.
Doordat het sleeploon vroeger een aanzienlijk deel van de winst opslokte, waren er nog al wat particuliere schippers die zich eenvoudig kop voor lieten vallen en met de stroom mee de rivier afdreven. Tijdens crisisjaren in de twintigste eeuw werd, om op de sleepkosten te besparen, ook door grote schepen gesteveld.
De rivieren Main en de Neckar hadden geen stuwen en schutsluizen, er lag een ketting. Aan deze ketting trokken kettingsleepboten de schepen tegen de waterstroom op. Met relatief weinig vermogen konden ongemotoriseerde schepen zo te berg (stroomopwaarts) gesleept worden. In de afvaart werd dan gesteveld.

## Techniek
De techniek bestaat uit het eenvoudig kop voor nemen en zich laten drijven. Kop voor nemen werd gedaan door het voor anker liggende schip met een roeiboot met meestal twee man aan de riemen de kop over stroom te roeien. Dat wil zeggen dat de kop van het schip zodanig werd rondgetrokken, dat het schip geheel in de lengterichting stroomafwaarts dreef. In die tijd hadden binnenschepen nog geen boegschroef. Om een beginsnelheid te krijgen, om te kunnen sturen, kwam het voor dat men nog enige tijd met de roeiboot bleef trekken. Bij kleinere schepen had men vaak een speciale roeiriem, die voorop werd gebruikt. Er kon verder nog normaal gestuurd worden en bochten nemen vereiste wel wat inzicht. Men voer hoog over de noord en niet te diep de hang in, want anders kwam men er niet meer uit. Vrij vertaald: de binnenbochten nemen.
Als de snelheid nog te laag was, werd er een ketting over de bodem gesleept, bevestigd aan de achterzijde van het schip, om zo in de vaargeul te blijven. Soms werd een dreg of een sleepanker op een draad gebruikt, die zo nodig even aan de grond kon tikken om het schip slaags (in de lengterichting) te houden. Ook werd er dan wel geboomd.
Er waren schippers die gebruik maakten van een schoorboom. Deze stok was een beetje sterker dan de staken waarmee geboomd werd, dus ook zwaarder. Aan de bolders op het voorschip was tijdens het stevelen aan bak- en aan stuurboord een touw vastgezet. Als het schip te dicht bij de wal kwam, werd de schoorboom naar voren in de grond geduwd en met dit touw vastgezet. Door de voorwaartse beweging van het schip duwt de boom het schip zo in de goede richting.